# Alban Meha
Alban Syla Meha (ur. 25 kwietnia 1986 w Mitrowicy) – albański piłkarz grający na pozycji prawego pomocnika. Od 2015 jest zawodnikiem klubu Konyaspor.

## Kariera piłkarska
Swoją karierę piłkarską Meha rozpoczynał w Niemczech w amatorskich klubach TV Kemnat 1890 i SV Esslingen. Następnie w 1995 podjął treningi w juniorach Stuttgarter Kickers. W 2005 został członkiem zespołu rezerw. W sezonie 2006/2007 grał w VfL Kirchheim/Teck w piątej lidze niemieckiej. W 2007 roku przeszedł do zespołu SSV Reutlingen 05, z którym w sezonie 2007/2008 spadł do czwartej ligi. W Reutlingen grał do końca sezonu 2009/2010.
Latem 2010 roku Meha przeszedł Eintrachtu Trewir. Zadebiutował w nim 8 sierpnia 2010 w wygranym 2:0 wyjazdowym meczu z 1. FC Kaiserslautern II. W Eintrachcie spędził sezon 2010/2011.
W 2011 roku Meha przeszedł do grającego w 2. Bundeslidze, SC Paderborn 07. W Paderbornie swój debiut zanotował 17 lipca 2011 w wygranym 2:1 wyjazdowym meczu z Hansą Rostock. W sezonie 2013/2014 awansował z Paderbornem do Bundesligi, ale w sezonie 2014/2015 Paderborn wrócił do 2. Bundesligi.
W lipcu 2015 roku podpisał roczny kontrakt z tureckim Konyasporem z możliwością przedłużenia o kolejny rok. W Konyasporze swój debiut zaliczył 16 sierpnia 2015 w zremisowanym 1:1 domowym spotkaniu z Akhisarem Belediyesporem. W sezonie 2015/2016 zajął z Konyasporem 3. miejsce w Süper Lig, najwyższe w historii klubu.
| Sezon   | Klub                   | Kraj   | Rozgrywki             | Mecze | Gole |
| ------- | ---------------------- | ------ | --------------------- | ----- | ---- |
| 2005/06 | Stuttgarter Kickers II | Niemcy | Oberliga              | ?     | ?    |
| 2006/07 | VfL Kirchheim/Teck     | Niemcy | Verbandsliga          | 34    | 16   |
| 2007/08 | SSV Reutlingen 05      | Niemcy | Regionalliga          | 28    | 1    |
| 2008/09 | SSV Reutlingen 05      | Niemcy | Regionalliga          | 29    | 2    |
| 2009/10 | SSV Reutlingen 05      | Niemcy | Regionalliga          | 27    | 12   |
| 2010/11 | Eintracht Trewir       | Niemcy | Regionalliga          | 33    | 15   |
| 2011/12 | SC Paderborn 07        | Niemcy | 2. Fußball-Bundesliga | 33    | 5    |
| 2012/13 | SC Paderborn 07        | Niemcy | 2. Fußball-Bundesliga | 26    | 6    |
| 2013/14 | SC Paderborn 07        | Niemcy | 2. Fußball-Bundesliga | 25    | 12   |
| 2014/15 | SC Paderborn 07        | Niemcy | Bundesliga            | 18    | 3    |
| 2015/16 | Konyaspor              | Turcja | Süper Lig             | 24    | 4    |

## Kariera reprezentacyjna
W reprezentacji Albanii Meha zadebiutował 7 września 2012 roku w wygranym 3:1 meczu eliminacji do MŚ 2014 z Cyprem, rozegranym w Tiranie.